# Ellis Cashmore
Ellis Cashmore (* 10. Februar 1949 in Staffordshire, Großbritannien) ist ein britischer Professor für Soziologie an der Aston University. Seine Forschungsschwerpunkte sind Rassismus und ethnische Diskriminierung. Er befasst sich außerdem mit Themen der zeitgenössischen Kultur, besonders der Kultur des Sports. Bis 2015 war er Professor für Kultur, Medien und Sport an der Staffordshire University.

## Karriere
Cashmore arbeitete in einer Vielzahl unterschiedlicher Berufe, bevor er seine Studien mit dem Bachelor in Soziologie an der Northumbria University abschloss. Seine Master-Prüfung in Soziologie legte er an der University of Toronto ab. Er kehrte nach England zurück, um an der London School of Economics and Political Science zu promovieren. Seine Dissertation behandelte die Rastafari-Bewegung in England. Die Ergebnisse seiner Forschungen stellte er in seiner ersten Publikation Rastaman vor, die 1979 veröffentlicht wurde.

## Lehre
Cashmore hat sich seit den 70er-Jahren intensiv mit den Veränderungen des modernen Rassismus befasst. Rassismus ist auch heute noch ein heikles und bestimmendes Thema für die Gesellschaften Europas und der USA. Er untersuchte die Thematik mit Hilfe von Fallstudien, teilnehmender Beobachtung, Interviews, mit biografischen und historischen Methoden und Analysen von Onlinemedien. Von besonderem Interesse war in seinen Forschungen die Rolle von berühmten „schwarzen“ Persönlichkeiten des öffentlichen Lebens auf die Wertvorstellungen in der Gesellschaft.

## Publikationen
- Dictionary of Race and Ethnic Relations. Routledge, London 1984, ISBN 0-415-13822-1.
- Black Culture Industry. Routledge, London 1997, ISBN 0-415-12083-7.